# Wohnsiedlung Rebhügel
Die Wohnsiedlung Rebhügel, auch Wohnkolonie Rebhügel, ist eine kommunale Wohnsiedlung der Stadt Zürich in Wiedikon. Die Siedlung entstand aus der Notsituation nach dem Ersten Weltkrieg.

## Geschichte
Während des Ersten Weltkriegs wechselte in der Stadt die Situation von grossem Wohnungsleerstand sehr schnell in eine Wohnungsnot. Im August 1917 wurden stadtweit nur noch 20 leerstehende Wohnungen gemeldet. Der private Mietwohnungsbau kam praktisch zum Erliegen, weil die Baukosten und die Zinsen in die Höhe schnellten. Die Stimmberechtigten der Stadt nahmen deshalb am 1. September 1918 die Vorlage zum Bau der Wohnkolonie Rebhügel an, wobei 74 % Ja-Stimmen eingingen. Das zu realisierende Projekt wurde in einem Wettbewerb bestimmt, zu dem fünf Architekten eingeladen wurden. Diese konnten unter drei möglichen Standorten für ihr Projekt wählen. In der Bewertung der Projekte war ein schneller kostengünstiger Bau der Häuser das wichtigste Kriterium.
Die Siedlung war 1919 bezugsbereit und wurde in den Jahren 1981 und 1982 erneuert. Dabei wurden die Wohnungen neu aufgeteilt – ursprünglich gab es nur 2- und 3-Zimmer-Wohnungen. Die Mehrfamilienhäuser wurden mit Zentralheizung versehen, die Wohnungen erhielten Balkone und eigene Badezimmer. Weiter wurden die Innenhöfe neu gestaltet, die ursprünglich für die Selbstversorger-Gemüsegärten der Bewohner genutzt wurden.

## Bauwerk
Die Wohnkolonie Rebhügel besteht aus 31 Mehrfamilienhäusern, die zu zwei Wohnblöcken zusammengefasst sind. Anders als bei einer klassischen Blockrandbebauung ist der Blockrand entlang des Meiliwegs und des Berneggwegs durchbrochen, sodass eine ähnliche Struktur wie beim Erismannhof entsteht. In der Siedlung sind nach dem Umbau anfangs der 1980er-Jahre 129 Wohnungen untergebracht, die meisten sind 2-Zimmer- oder 4 1⁄2-Wohnungen.